# Morris Longstreth Keen
Morris Longstreth Keen, född 1820 i Philadelphia, död 1883 invid Stroadsburg, Pennsylvania, var en amerikansk uppfinnare. Han var bror till Gregory Bernard Keen och kusin till William Williams Keen.
Keen gjorde sig känd bland annat genom en ny metod att göra papper av trä (1854) och grundlade 1863 "American wood-paper company".